# Mariya Témnikova
Mariya Serguéyevna Témnikova (en ruso: Мария Сергеевна Темникова, Ekaterimburgo, 17 de noviembre de 1995) es una deportista rusa que compite en natación, especialista en el estilo braza.
Ganó dos medallas en el Campeonato Europeo de Natación en Piscina Corta, oro en 2019 y plata en 2021, en la prueba de 200 m braza.

## Palmarés internacional
| Campeonato Europeo en Piscina Corta | Campeonato Europeo en Piscina Corta | Campeonato Europeo en Piscina Corta | Campeonato Europeo en Piscina Corta |
| Año                                 | Lugar                               | Medalla                             | Prueba                              |
| ----------------------------------- | ----------------------------------- | ----------------------------------- | ----------------------------------- |
| 2019                                | Glasgow (Reino Unido)               | Medalla de oro                      | 200 m braza                         |
| 2021                                | Kazán (Rusia)                       | Medalla de plata                    | 200 m braza                         |